# 井出博生
井出 博生（いで ひろお）は、日本の医学者、社会政策学者。千葉大学医学部附属病院地域医療連携部准教授。東京大学未来ビジョン研究センター特任准教授。専門は医療政策、病院管理。

## 人物
長野県長野市出身。慶應義塾大学環境情報学部卒業。同大学院政策メディア研究科修了。2011年12月東京大学より博士（医学）を取得。
2014年より現職。

## 略歴
- 1996年3月 慶應義塾大学環境情報学部卒業
- 1998年
  - 3月 慶應義塾大学大学院政策・メディア研究科修了
  - 4月 - 2002年12月 株式会社三菱総合研究所 研究員
- 2002年12月 - 2007年3月 東京大学医学部附属病院 助手
- 2007年
  - 4月 - 2012年3月 東京大学医学部附属病院 助教
  - 9月 - 2008年8月 ハーバード大学公衆衛生大学院 フェロー
- 2009年4月 - 2012年3月 東京大学医学部附属病院 パブリック・リレーションセンター副センター長
- 2012年
  - 4月 - 2014年3月 千葉大学医学部附属病院 高齢社会医療政策研究部 客員准教授
  - 5月 - 2013年4月 東京大学医学部附属病院 特任研究員
- 2014年4月 - 千葉大学医学部附属病院 高齢社会医療政策研究部 准教授
- 2018年4月 - 東京大学政策ビジョン研究センター データヘルス研究ユニット 特任准教授
- 2019年4月 - 東京大学未来ビジョン研究センター データヘルス研究ユニット 特任准教授

## 著書
- 『医療経営学』（共著、医学書院、2006年）